# Cỏ voi tím
Cỏ voi tím (Danh pháp khoa học: Pennisetum setaceum) là một loài thực vật có hoa trong họ Hòa thảo. Loài này được Peter Forsskål mô tả khoa học đầu tiên năm 1775 dưới danh pháp Phalaris setacea. Năm 1923 Emilio Chiovenda chuyển nó sang chi Pennisetum. Ở Việt Nam, chúng còn được biết đến với tên gọi là cỏ Mỹ.
Đây được xem là một loài xâm lấn do có phổ thích nghi rộng, hệ số nhân giống cao, có khả năng phát tán hạt rất mạnh, hạt có tồn tại trong đất đến 10 năm mà không mất khả năng nảy mầm.

## Hình ảnh

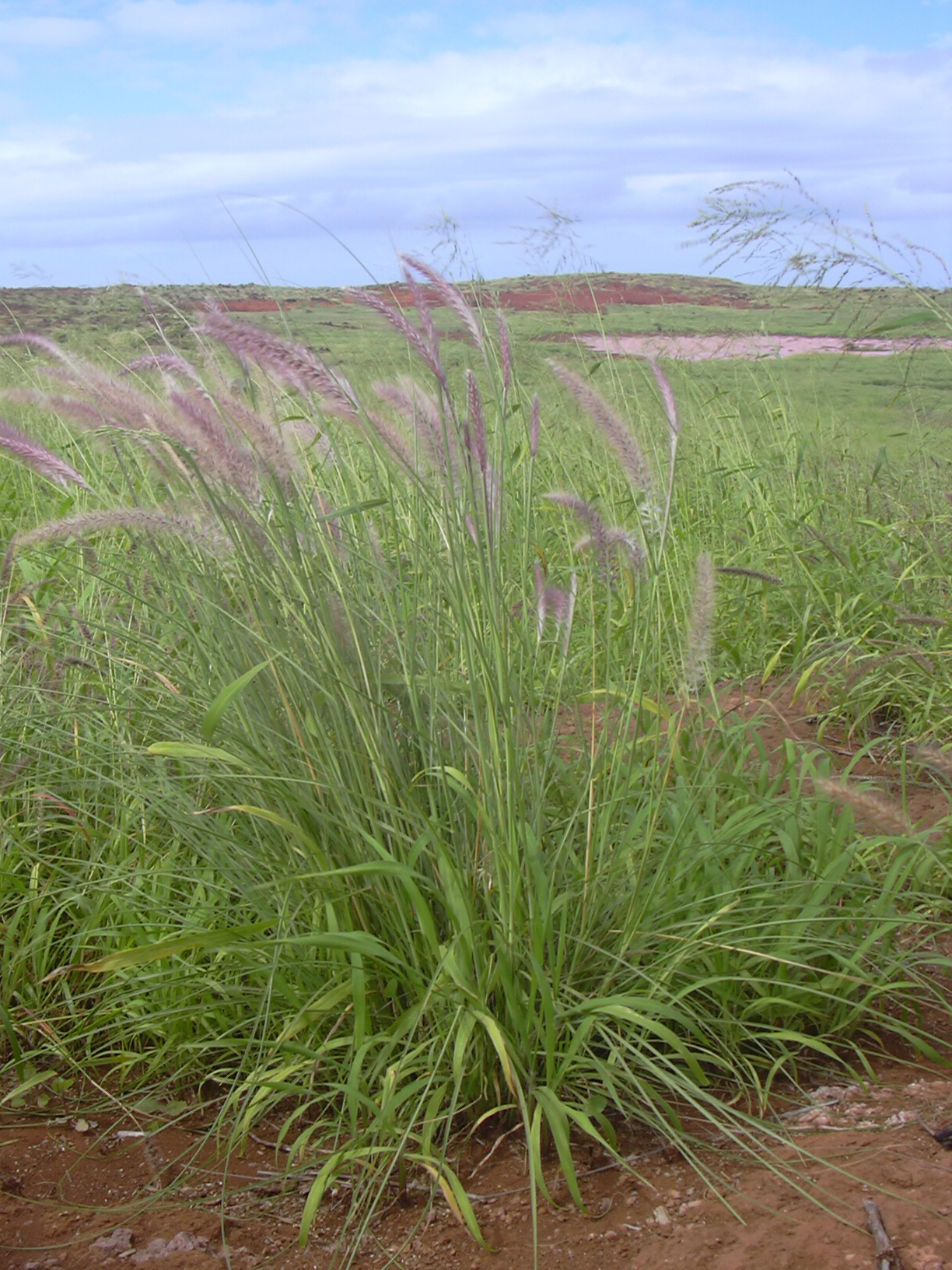
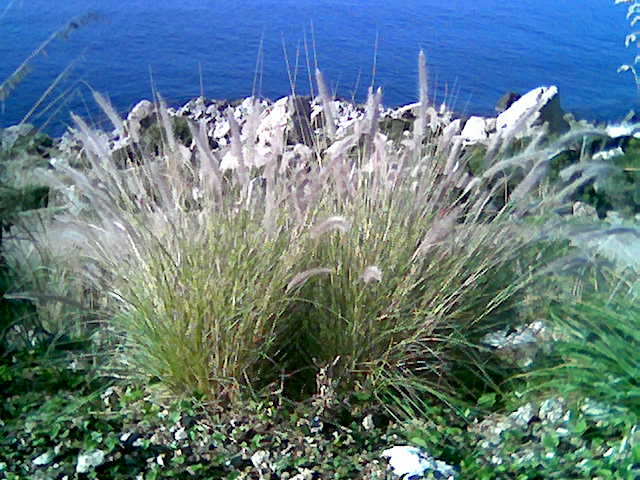
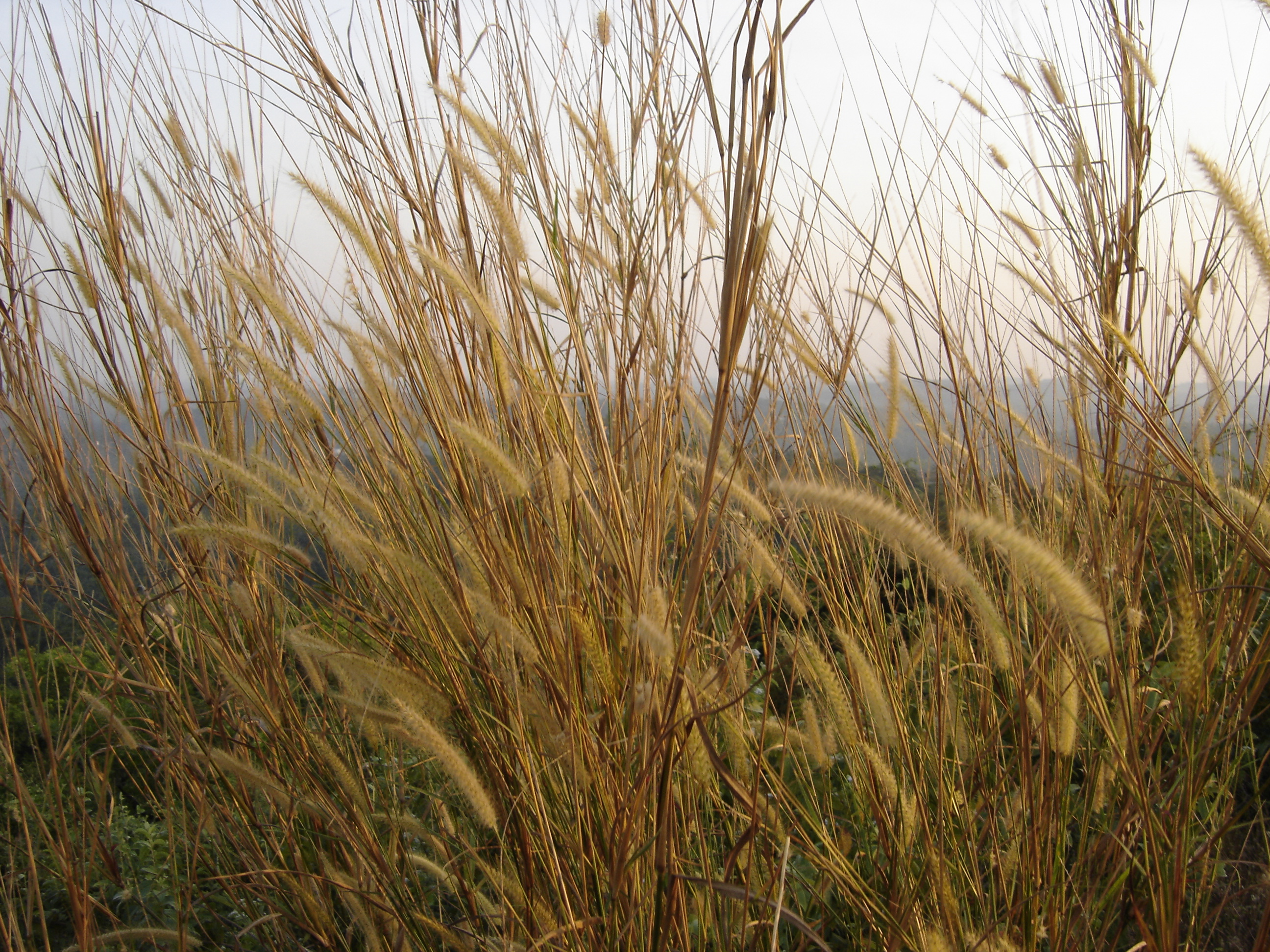
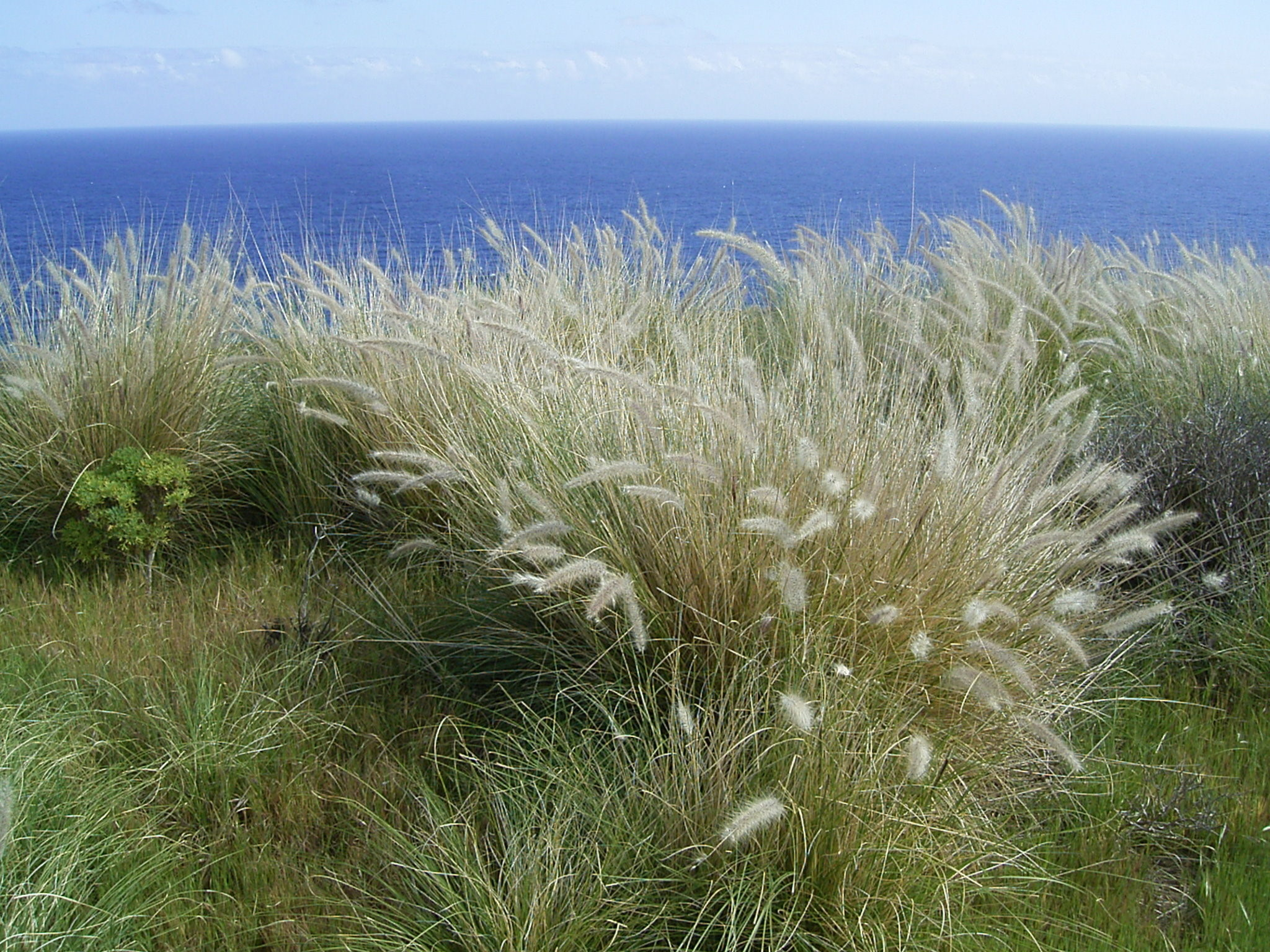